# Xã Tully, Quận Van Wert, Ohio
Xã Tully (tiếng Anh: Tully Township) là một xã thuộc quận Van Wert, tiểu bang Ohio, Hoa Kỳ. Năm 2010, dân số của xã này là 2.054 người.